# Khadako (inslagkrater)
Khadako is een inslagkrater op de planeet Venus. Khadako werd in 1997 genoemd naar Khadako, een Nenetse meisjesnaam (Samojeeds).
De krater heeft een diameter van 7,4 kilometer en bevindt zich in het quadrangle Atalanta Planitia (V-4) op Ananke Tessera.